# (6337) Shiota
(6337) Shiota (1992 UC4) – planetoida z pasa głównego asteroid okrążająca Słońce w ciągu 5,44 lat w średniej odległości 3,09 j.a. Odkryta 26 października 1992 roku.